# بوبي ريفيس
بوبي ريفيس (بالإنجليزية: Bobby Reeves) هو لاعب كرة قاعدة أمريكي، ولد في 24 يونيو 1904 في تشاتانوغا في الولايات المتحدة، وتوفي بنفس المكان في 4 يونيو 1993.

## وصلات خارجية
- بوبي ريفيس على موقعبيزبول رفرنس.كوم (الدوري الرئيسي) (الإنجليزية)
- بوبي ريفيس على موقع جمعية أبحاث البيسبول الأمريكية (الإنجليزية)